# Eleições presidenciais na Moldávia em novembro de 2009
As eleições presidenciais moldávias de 2009 foram realizadas em 10 de novembro e 7 de dezembro de forma indireta. Ocorreu por conta de um ano politicamente ruim no país, quando as eleições parlamentares de abril tiveram denúncias de fraudes, gerando uma onda de protestos no país. Isso forçou o governo a realizar um novo pleito em julho. Antes agendado para agosto, o pleito teve boicote dos partidos comunistas do país (48 deputados). Com o ocorrido, o presidente do país, Vladimir Voronin, apresentou sua renúncia para assumir sua cadeira no Parlamento do país. Segundo a legislação da Moldávia, a renúncia se considera efetiva a partir do momento de sua recepção pelo Parlamento.

## Resultados
O Parlamento da Moldávia fracassou em sua segunda tentativa de escolha do chefe do Estado, por isso o Legislativo teve que ser dissolvido, como estabelece a Constituição do país. O candidato da Aliança para a Integração Europeia (AIE), Marian Lupu, conseguiu 53 votos, mas precisava ter ao menos 61. O Partido Comunista, que tem 47 cadeiras no Parlamento, não participou da eleição, assim como em 10 de novembro, quando aconteceu a primeira das duas votações previstas na Constituição. A chefe dos parlamentares comunistas, Maria Postoico, declarou que a AIE realiza, no Governo, uma política contra o povo, transgredindo a Carta Magna. "Seria uma traição ao povo, aos eleitores, ao país e a nós mesmos votar no candidato proposto pela Aliança", disse a deputada, ao anunciar que sua legenda não participaria da votação. Lupu era considerado afilhado político do antigo presidente, o comunista Vladimir Voronin, e candidato à sua sucessão quando ele completasse dois mandatos presidenciais permitidos pela Constituição. No entanto, Voronin optou, no último momento, pela candidatura de sua primeira-ministra, Zinaida Greceanii. Lupu, então, passou a integrar a oposição liberal, que derrotou os comunistas nas últimas eleições parlamentares e quer a aproximação do país à União Europeia.
O fracasso desta votação obriga o presidente do Parlamento e chefe de Estado interino, Mihai Ghimpu, a dissolver o Legislativo e convocar eleições antecipadas. No entanto, de acordo com a legislação local, o Parlamento só pode ser dissolvido um ano após sua última dissolução, ou seja, após 16 de junho de 2010. Em seu discurso perante os deputados, Lupu defendeu a introdução de emendas à Constituição, visando estabelecer a eleição do presidente em votações diretas. "Acho que podemos sair do colapso político em que se encontra o país mediante um plebiscito sobre a reforma da Constituição. Nessa consulta, é preciso colocar a pergunta sobre a eleição direta do presidente", disse o candidato da AIE. Lupu acredita que o plebiscito pode ser realizado entre março e maio do ano que vem, antes das eleições parlamentares antecipadas. Disse, ainda, que se trata de uma mudança gradual, que "não supõe a transformação da república parlamentar em presidencialista".